# Marcello Mimmi
Marcello Mimmi (18 de julho de 1882 — 6 de março de 1961) foi cardeal italiano da Igreja Católica Romana. Serviu como arcebispo de Nápoles de 1952 a 1957, e como secretário da Congregação Consistorial de 1957 até sua morte. Mimmi foi elevado ao cardinalato em 1953 pelo Papa Pio XII.

## Biografia
Marcello Mimmi nasceu em San Pietro in Casale e estudou no seminário em Bolonha antes de ser ordenado ao sacerdócio em 23 de dezembro de 1905. Ele então fez trabalho pastoral e lecionou no seminário de Bolonha até 1930. Foi elevado a Camareiro Secreto de Sua Santidade em 19 de novembro de 1919 e, posteriormente, nomeado reitor do Seminário Regional de Romanha.
Em 30 de junho de 1930, foi nomeado bispo de Crema pelo Papa Pio XI. Recebeu a sagração episcopal em 25 de julho seguinte do cardeal Dom Giovanni Battista Nasalli Rocca di Corneliano, arcebispo de Bolonha, com Dom Ettore Lodi, bispo-auxiliar de Bolonha, e Dom Giovanni Pranzini, ordinário de Carpi, como co-consagrantes. Mimmi foi posteriormente elevado a arcebispo de Bari em 31 de julho de 1933. Assistente no Trono Pontifício, em 6 de dezembro de 1936.
Administrador Apostólico de Altamura ed Acquaviva delle Fonti (1942-1943). Nomeado arcebispo de Nápoles em 30 de agosto de 1952.
O Papa Pio XII criou-o cardeal-presbítero de São Calisto no consistório de 12 de janeiro de 1953. Mimmi serviu como legado papal em diversas reuniões eclesiásticas de 1955 a 1960: Conselho Plenário Regional de Salerno (1955); XV Congresso Eucarístico Nacional, Lecce (1956); XVI Congresso Eucarístico Nacional, Catânia (1959); Primeiro Congresso Mariano Interamericano, Buenos Aires (1960).
Em 15 de dezembro de 1957, Mimmi foi nomeado secretário da Sagrada Congregação Consistorial na Cúria Romana. Ele depois escolheu ser elevado à condição de cardeal-bispo, recebendo a sé suburbicária de Sabina e Poggio Mirteto em 9 de junho de 1958. Ele também foi um dos cardeais eleitores que participaram do conclave papal de 1958 que elegeu o Papa João XXIII.
Mimmi faleceu em Roma aos 78 anos, de complicações renais após cirurgia de úlcera perfurada. Seus restos mortais jazem na Catedral de Magliano Sabina.
Ele também serviu como presidente da Pontifícia Comissão para a América Latina e da Comissão de Cardeais para o Santuário de Pompeia.